# Gilda (pincho)

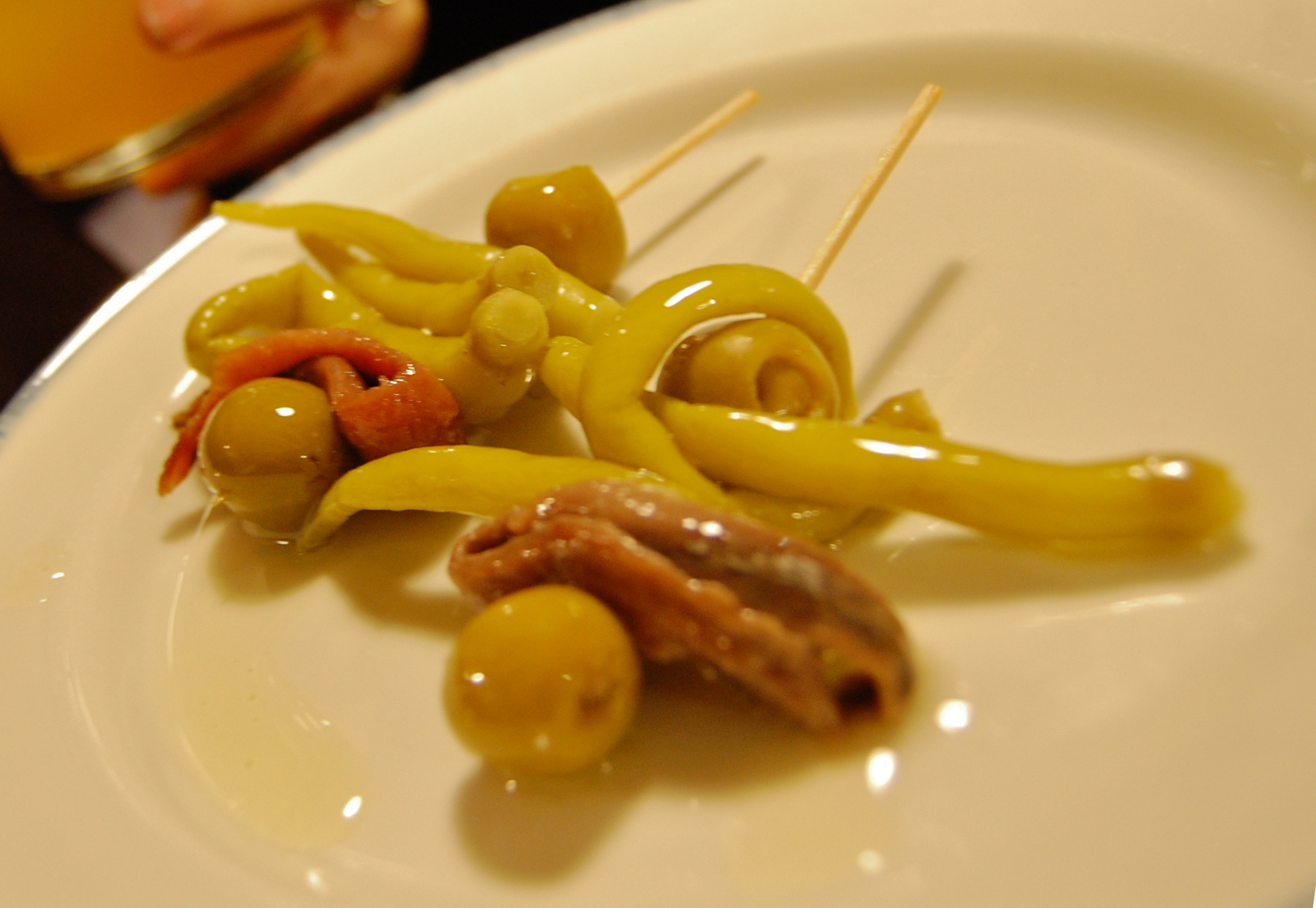
Unas gildas.

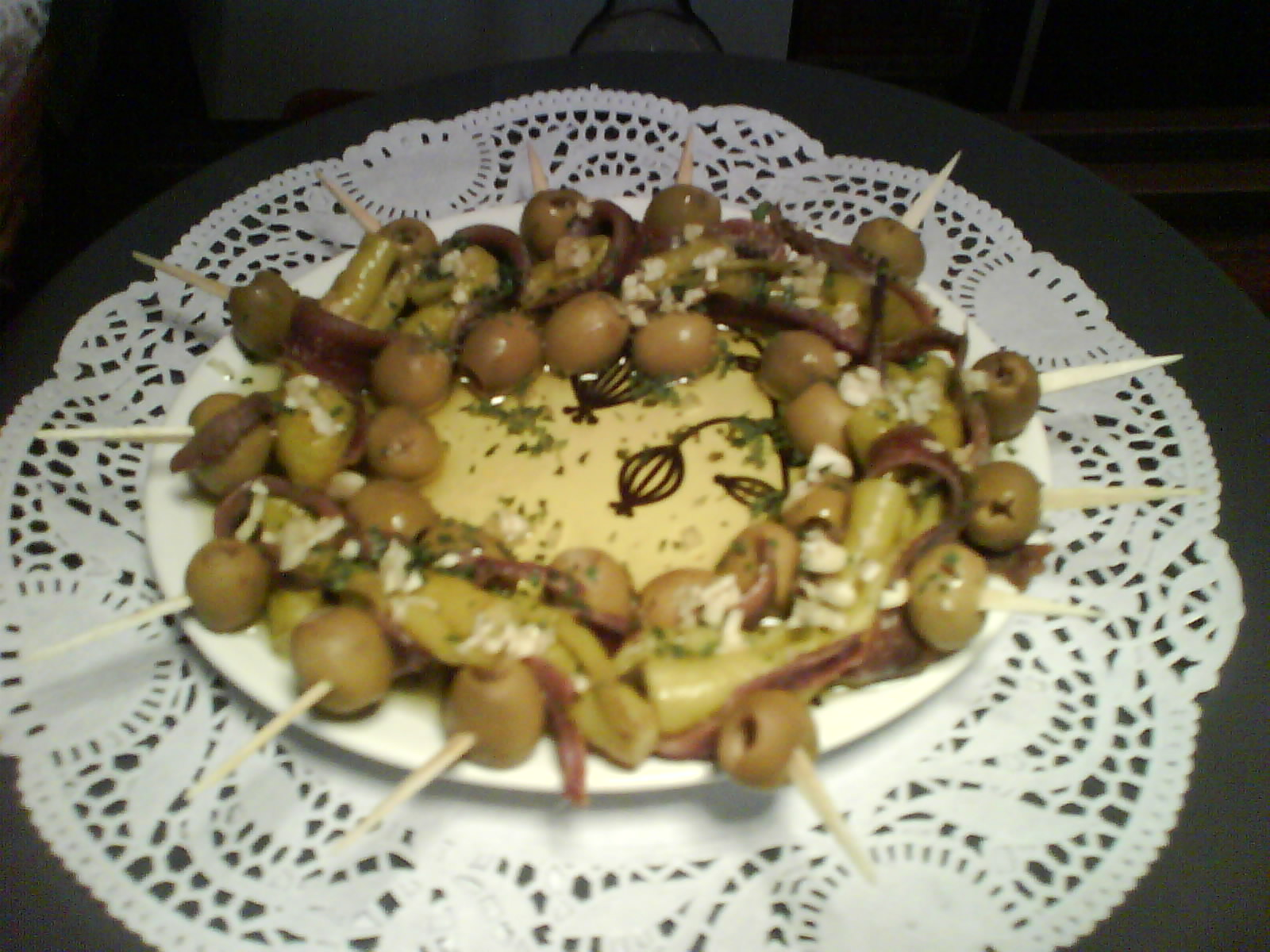
Un plato de gildas.

La gilda es un tipo de tapa, banderilla o pincho, que se sirve en los bares y tabernas de España, en especial en su parte norte.

## Características
Esta banderilla es un encurtido que combina la aceituna y la guindilla, con una conserva de pescado,  generalmente anchoa, unidas por un palillo. Actualmente las empresas de conservas y encurtidos suelen distribuirlas ya hechas.
El nombre le fue otorgado en referencia al personaje principal de la película Gilda, que encarnó la actriz Rita Hayworth  en 1946 ya que la banderilla es "salada, verde y un poco picante". La denominación comenzó a utilizarse en San Sebastián.
Al igual que todos los encurtidos, su sabor es fuerte, muy ácido, lo que lo hace ideal para su consumo como aperitivo acompañado de alguna bebida.

## Variantes
En Navarra existe una variante que se llama Pajarico.